# Grundstimmung (Blasinstrument)
Grundstimmung ist bei einem Blechblasinstrument eine Bezeichnung für diejenige Durtonleiter, die den ersten Tönen seiner Naturtonreihe entspricht, wenn keine Ventile oder Züge benutzt werden. Diese Töne sind auf dem jeweiligen Instrument am leichtesten und am reinsten spielbar. Bei ventillosen Instrumenten wie Naturhörnern sind dies nahezu die einzigen verwendbaren Töne.
Benannt wird die Grundstimmung nach dem (klingenden) Grundton des Instruments, also seinem tiefsten Naturton, unabhängig davon, in welchem Oktavraum dieser liegt (derselbe Tonname bezeichnet ohnehin auch den zweiten, vierten und achten Naturton, die in höheren Oktavräumen liegen). Die Grundstimmung wird oft schon im Namen des Instruments mit genannt: „B-Trompete“, „F-Horn“ usw. In der Fachsprache sagt man auch, die Trompete „steht in B“. 
Kenntnis der Grundstimmung ist entscheidend wichtig bei Verwendung transponierter Noten, wie sie vor allem im Orchesterbereich für einige Blechblasinstrumente üblich sind. In diesen Noten muss zum Namen des Instruments auch dessen Grundstimmung wie „Trompete in B“, „Horn in Es“ usw. angegeben sein.

## Physikalischer Zusammenhang mit Instrumentlänge
Beim Grundton des Instruments ist die halbe Wellenlänge annähernd gleich der Rohrlänge. Hierdurch ist die Grundstimmung festgelegt. Die Frequenz {\displaystyle f} (Maßeinheit Hertz, Hz) hängt mit der Rohrlänge {\displaystyle l} (gemessen z. B. in Metern) und der Schallgeschwindigkeit {\displaystyle c} in Luft (gemessen z. B. in Metern pro Sekunde) zusammen nach der Gleichung
{\displaystyle l={\frac {c}{2f}}}.
Daraus kann zu einer gegebenen Frequenz (Tonhöhe) näherungsweise die Länge oder umgekehrt zur Länge die Frequenz berechnet werden.

### Beispiele
Ein B-Tenorhorn oder eine B-Basstrompete ist doppelt so lang wie eine B-Trompete, erklingt also bei Verwendung der gleichen Ventilkombinationen eine Oktave tiefer als diese, da eine Oktave dem Wellenlängenverhältnis 1:2 entspricht. Die B-Piccolotrompete liegt eine Oktave über der normalen Trompete, ist also halb so lang wie diese. Die Rohrlängen des Tenorhorns (266 cm), des Waldhorns in B (274 cm), der Posaune (270 cm), des Baritonhorns und des Euphoniums in B (262 cm) sind fast gleich. Alle diese Instrumente haben also die gleiche Grundstimmung.
Das Waldhorn in F ist mit 370 cm etwas länger als die Tuba in F (354 cm). Solche Längendifferenzen innerhalb ein und derselben Grundstimmung sind durch die Bauweise des Instruments bedingt, insbesondere durch die Mensur sowie den Öffnungswinkel und den Durchmesser des Schallstücks.

## Holzblasinstrumente
Auch Holzblasinstrumente haben eine bevorzugte Tonleiter (siehe Holzblasinstrument). Dies ist auch hier die am leichtesten und reinsten zu spielende Dur-Tonleiter. Auch hier sagt man, das Instrument „steht in B“ usw. Die Bezeichnung Grund„stimmung“ ist bei Holzblasinstrumenten jedoch nicht üblich.